# Kehli (Damar)

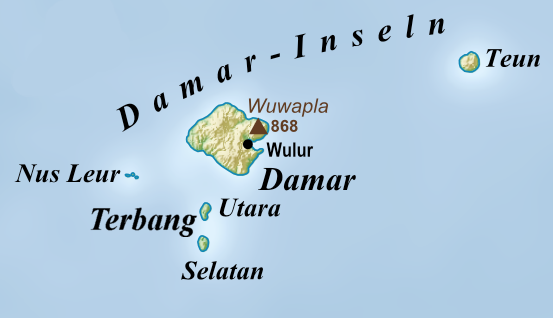
Die Damar-Inseln

Kehli (Keli) ist ein Ort auf der indonesischen Insel Damar. Der Ort liegt an der Ostküste der Insel, am Nordufer der Solatbucht (Teluk Solat). Nördlich befindet sich der Vulkan Wurlali. Nahe dem Strand, südwestlich des Vulkans, treten heiße Quellen hervor. Hier findet sich auch Schwefel.
Kehli bildet ein Desa mit 1.134 Einwohnern (2010). Die Menschen sprechen als Muttersprache die austronesische Sprache Ost-Damar (Damar-Wulur). Wie die gesamte Insel gehört Kehli zum Kecamatan (Subdistrikt) Damar, Kabupaten (Regierungsbezirk) Südwestmolukken (Maluku Barat Daya), Provinz Maluku.
Jahrelang befanden sich die Einwohner von Kehli mit jenen vom südwestlichen Nachbarort Wulur im Streit um die Nutzungsrechte für die unbewohnten, südlich gelegenen Inseln Terbang Utara und Terbang Selatan und die umliegenden Gewässer. 1986 wurde gerichtlich entschieden, dass diese Wulur zustehen.